# 砂生飘拂草
砂生飘拂草（学名：Fimbristylis psammocola）为莎草科飘拂草属下的一个种。